# Rivière du Plessis
Rivière du Plessis är ett vattendrag i Guadeloupe (Frankrike). Det ligger i den sydvästra delen av Guadeloupe, 4 km norr om huvudstaden Basse-Terre.